# Jaapiella sphaerophysaflorae
Jaapiella sphaerophysaflorae är en tvåvingeart som beskrevs av Fedotova 1992. Jaapiella sphaerophysaflorae ingår i släktet Jaapiella och familjen gallmyggor.
Artens utbredningsområde är Kazakstan. Inga underarter finns listade i Catalogue of Life.